# ピアッツォーラ・スル・ブレンタ
ピアッツォーラ・スル・ブレンタ（伊: Piazzola sul Brenta）は、イタリア共和国ヴェネト州パドヴァ県にある、人口約11,000人の基礎自治体（コムーネ）。

## 地理

### 位置・広がり

#### 隣接コムーネ
隣接するコムーネは以下の通り。括弧内のVIはヴィチェンツァ県所属を示す。
- カミザーノ・ヴィチェンティーノ (VI)
- カンポ・サン・マルティーノ
- カンポドーロ
- クルタローロ
- ガッツォ
- グラントルト
- リーメナ
- サン・ジョルジョ・イン・ボスコ
- ヴィッラフランカ・パドヴァーナ

### 気候分類・地震分類
ピアッツォーラ・スル・ブレンタにおけるイタリアの気候分類 (it) および度日は、zona E, 2383 GGである。
また、イタリアの地震リスク階級 (it) では、zona 3 (sismicità bassa) に分類される。

## 行政

### 分離集落
ピアッツォーラ・スル・ブレンタには、以下の分離集落（フラツィオーネ）がある。
- Carturo, Isola Mantegna, Presina, Tremignon, Vaccarino